# Chandra Ayodhyapur
Chandra Ayodhyapur – gaun wikas samiti we wschodniej części Nepalu w strefie Sagarmatha w dystrykcie Siraha. Według nepalskiego spisu powszechnego z 2001 roku liczył on 944 gospodarstw domowych i 5800 mieszkańców (2844 kobiet i 2956 mężczyzn).